# Spjald
Spjald er den sjette største by i Ringkøbing-Skjern Kommune med 1.377 indbyggere  (2024). Ringkøbing-Skjern Kommunne er den største kommune i Danmark og har 56.203 indbyggere (2022). Spjald ligger i Vestjylland beliggende ved primærrute 11, 10 km nordvest for Videbæk. Byen ligger centralt placeret i området mellem Holstebro, Herning, Ringkøbing og Skjern. Nærmere bestemt befinder byen sig 28 km syd for Holstebro, 21 km nord for Skjern og 20 km nordøst for Ringkøbing.
Byens indbyggere bliver kaldt for Spjald-borgere. Spjald blev af Region Midtjylland kåret som årets landsby i 2009.

## Navnet (etymologi)
På gammelt dansk er Spjald et udtryk for en lille firkant, især med henblik på et firkantet markstykke i enden af en større mark, og sådanne firkantede markstykker lå der netop her i udkanten af Brejninggårds vestermark. To af stykkerne kaldtes Nørre- og Sønder Spjald. De ses på Brejninggårds udskiftningskort fra 1791. Man kender også udtrykket “at væve på spjald”.

## Historie
Spjald var i ældre tid en del af Brejning Hovedgårds område. I 1800-tallet var der kun tre gårde, hvor Spjald ligger nu: Søndergaard og Nørre Søndergaard vest for landevejen og Spjald øst for landevejen, hvor vejen til Højmose gik fra.

### Byens ophav - et mejeri som grundlag for en by
I 1888 besluttede en række landmænd fra Brejning, Hover og Nørre Omme sogne sammen med godsejer på Brejninggaard, H.G Koefoed, at danne andelsmejeriet Brejning Mejeri. Allerede i 1899 trådte Nørre Omme sogn ud af andelsmejeriet, herefter kendt som Brejning-Hover Andelsmejeri og senere Brejning-Muldbjerg Andelsmejeri. Mejeriet havde sit virke frem til 1988, hvor det blev nedlagt kort før sit 100 års jubilæum. I 2019 blev mejeriet revet ned og på dets sted står nu en mindesten.
Mejeriet dannede grobund for et lokalt samfund, der fik navnet Brejning Mejeriby. Navnet ændrede sig til Spjald Stationsby i 1911 med jernbanens ankomst og til senere i 1921 blot at kaldes Spjald.

### 1900-1950'erne

#### Spjald mølle (1884 - 1930'erne)
Opført af Møllebygger Christen Sørensen i 1884. I mange år kendt som Søndergaards mølle, kendt som Spjald mølle fra omkring århundredeskiftet.
Møllen var en hollandsk vindmølle, hvoraf de nederste 3,8 meter var grundmur, resten træskelet med brædder og spåntækning. Den var selvsvikkende, hvilket betyder, at møllevingerne havde klapper af træ i stedet for stofsejl, som selv regulerede sig efter, hvordan vinden var, ved svag vind lukkede, ved stærk vind åbne. Den havde ligeledes selvkrøjer, som drejede møllehatten med vingerne op mod vinden. Vindfanget blev i 1919 målt til 17,6 meter.
Brejning Elektricitetsværk køber i 1917 møllen. Elektricitetsværket installerer en 32 hk dynamo til at producere strøm. Denne bliver dog allerede fjernet igen i 1919.
Møllen blev nedtaget i løbet af 1930'erne. Der står i dag en miniature-model af møllen på grunden.

#### Spjald Hotel (1905 - 1992)
Spjald Hotel, oprindeligt Spjald Afholdshjem, lå på Hovedgaden 70. Hotellet blev bygget i 1905 og fungerede i starten som afholdshjem. I 1940 blev der installeret biograf på hotellet, der var i brug indtil 1962. Hotellet nedbrændte i 1992, men nåede i sit 87-årige virke at have 21 ejere. Sidste ejer blev efterfølgende SuperBrugsen Spjald, der opkøbte nabobygningen af brandforsikringen og rev bygningen ned. Der er i dag parkeringsplads på grunden.

#### Spjald Station (1911 - 1961)
Spjald fik i 1911 station på Ringkøbing-Nørre Omme Jernbane. Stationen blev opkaldt efter gården Spjald og kom i starten til at ligge ensomt. Den første bebyggelse lå ved landevejen og hed Spjald Stationsby. Banen blev forlænget fra Ørnhøj til Holstebro i 1925 og nedlagt i 1961. Stationsbygningen er tegnet af arkitekt Ulrik Plesner. Den er bevaret på Skolegade 43. Banetracéet er bevaret i begge retninger. Fra Åtoften går en banesti til Muldbjerg. 10. juni 2012 indviede man "Natursti via den gamle bane ved Spjald". Den følger banetracéet mod sydvest til vest for Kærhusvej og fortsætter til vest for Bilringvej, hvor den undervejs passerer små stykker gennemskæring og banedæmning. Bygningen har siden, at det var station udfyldt funktioner som posthus, politistation, privatbeboelse og systue.
Bygningen har siden årtusindeskiftet fungeret som børnehjem med navnet Det Blå Hus. Børnehjemmet har plads til op mod otte anbragte børn og unge.

#### Spjald Elværk (1917 - 1957)
Spjald Elværk, også kendt som Brejning Elektricitetsværk, blev indviet i 1917, og var i drift indtil 1957. Værket var beliggende på Hovedgaden 30, hvor man i dag stadig kan finde de renoverede bygningerne med blandet bolig og erhverv. Værket bestod af en brændselsmotor med tilkoblet generator, der havde en samlet effekt på omtrent 8 kW / 11 HK. Grundet krigene blev Spjald vindmølle tilkoblet værket og udbygget med en dynamo, ligesom Brejninggaard vandmølle blev tilkoblet elværket.

#### Ringkøbing Landbobank (1918 - 2014)
I 1918 åbnede Ringkøbing Landbobank sin afdeling i Spjald. Banken havde et virke i Spjald indtil 2014, hvor banken lukkede afdelingen grundet faglig sammenlægning. Bankfilialen opnåede stor omtale i 2006, da den blev udsat for et røveri. Tyvene nåede afsted fra banken med 400.000 kr. af datidens kurs. Tyvene blev anholdt to en halv måned senere.
Banken lå oprindeligt på Hovedgaden 55, men skiftede i løbet af årene til Hovedgaden 60 og Hovedgaden 51. Banken flyttede i 1972 til Hovedgaden 68 i nybyggede lokaler. I 2015 bliver bankbygningen på nummer 68 opkøbt af nabovirksomheden, SuperBrugsen Spjald og revet ned. Den er i dag blevet erstattet af 20 parkeringsbåse.
Banken har i dag en tilstedeværelse i byen i kraft af en hæveautomat placeret i forbindelse SuperBrugsen, og et medlemskab i den lokale erhvervsforening.

#### Spjald vandværk (1933 - ...)
Spjald Vandværk blev etableret i 1933 til forsyning af forbrugere i Spjald By, der dengang havde omtrent 400 indbyggere. Sidenhen er der nedlagt ledningsnet i landområderne
omkring byen, og værket havde i 2022 898 forbrugere, der havde et forbrug på lidt under 200.000 kubikmeter vand.
Vandværket er en del af Spjald Fjernvarme- og Vandværk, og det har adresse på Parkvej 2 i Spjald. Vandværket og Fjernvarmeværket blev sammenlagt ved kort efter etableringen af fjernvarmeværket (1963) i 1969. Det samlede selskab har i 2022 adresse på Rørvej 1 i Spjald, hvor det nye kraftvarmeværk blev etableret i 1994.
Se mere under afsnittet Spjald Fjervarme- og Vandværk

#### Spjald skole (1935 - ...)
Spjald skole blev opført i 1935 af Brejning Kommune (senere Videbæk Kommune, nu Ringkøbing-Skjern Kommune). Skolen er sidenhen udbygget af flere omgange; første gang i start 1960'erne og senest i 2011 for 22 millioner kr. (svarende til 26,7 millioner kr. i 2023). Skolens oprindelige bygningerne står dog stadig, og de indeholder i dag få klasseværelser samt Brejning Egnsmuseum og Lokalhistorisk Arkiv.
Spjald skole havde i skoleåret 2021/2022 293 elever, hvilket ligger meget tæt på landsgennemsnittet på 295 elever. Skolen har oplevet en nedgang i elevtallet, der i skoleåret 2008/2009 lå på 412 elever. Elevettallet rækker til en ottende plads over største folkeskole målt på elevtal i Ringkøbing-Skjern Kommune.
I år 2018 blev Spjald skole kåret som den 7. bedste folkeskole i hele Danmark, og i 2023 toppede Spjald skole i en landsdækkende undersøgelse af trivsel blandt folkeskoleelever. Erfaringerne fra Spjald bliver blandt andet anvendt af Dansk Center for undervisningsmiljø.

### 1960-1970'erne

#### Spjald Fjernvarmeværk (1963 - ...)
Spjald Fjernvarme blev etableret i 1963 på Parkvej, der blev fyret med fuelolie indtil 1987, hvor det var fiskeolie der blev brugt til kedlerne. I 1969 seks år efter etableringen af fjernvarmeværket blev denne og vandværket slået sammen i ét samlet selskab, Spjald Fjernvarme- og Vandværk. Det samlede selskab har i 2022 adresse på Rørvej 1 i Spjald, hvor det nye kraftvarmeværk blev etableret i 1994.
Se mere under afsnittet Spjald Fjervarme- og Vandværk.

#### Ringkjøbing Bank / Vestjysk Bank (1966 - 2010)
I 1966 køber Ringkjøbing bank bygningen på Hovedgaden 43 og opretter filial i byen. Banken fusionerer med Vestjysk Bank i 2008. Driften videreføres under sidstnævnte, og filialen i Spjald bibeholdes. Banken lukker sin filial i Spjald i 2010 i samme ombæring som filialerne i Ørnhøj, Harboøre og Bøvling.
Banken bliver i 1991 udsat for et røveri, hvor det lykkedes gerningsmændene at slippe afsted med mere end 150.000 kr. (281.000 kr. i 2023). Røveriet er aldrig blevet opklaret.

#### Spjald Hallen / Spjald Fritidscenter (1965 - ...)
I 1965 sørgede lokale kræfter (Spjald Gymnastik- og Idrætsforening, Spjald Borgerforening, Brejning Ungdomsforening og Brejning KFUM) for, at man kunne indvie Spjald Hallen i august 1966 med mere end 400 deltagere. Seks år senere sørgede samme kræfter for, at man i 1972 kunne indvie en svømmehal i forlængelse af halbyggeriet.
I dag kendes Spjald Hallen som Spjald Fritidscenter, og den fremstår som "Ringkøbing-Skjern Kommunes største samlede idrætscenter med idrætshal, svømmehal, skydebaner, teori- og forsamlingslokaler, værelseskapacitet til 130 personer, atletikbane, samt ni 11-mands fodboldbaner med én kunstgræsbane samt otte-mands baner og en multibane, også med kunstgræs."
Hallen blev renoveret i 2009 for 6 millioner kr., hvor blandt andet facaden, foyeren og et nyt fitnesscenter stod for skud. I de efterfølgende år blev svømmehallen renoveret (2012) og en hytteby (2010) tilføjet til centeret.
I 2013 blev et solcelleanlæg installeret og taget i brug. På taget af Spjald Fritidscenter er monteret et 1100 kvadratmeter stort anlæg. Finansieringen til anlægget kom gennem lån og har kostet 2,3 millioner kr.. Årligt producerer anlægget omkring 150.000 kWh, hvilket er omkring 50 procent af hallens årlige elforbrug på omkring 290.000 kWh.

#### Spjald FDF (1965 - ...)
Spjald FDF blev oprettet i 1965, og i dag tæller kredsen over 120 medlemmer. På landsplan kan FDF-organisationen tælle omkring 23.000 medlemmer. Forbundet har adresse i moseskoven, der er beliggende et par kilometer lidt syd for Spjald.

#### Spjald Flyveplads (1967 - ...)
I år 1967 blev Spjald Flyveplads anlagt, og man kunne derfor i 2017 fejre 50-års jubilæum. Flyvepladsen består af en 640 meter lang græsbane, der ligger placeret syd for Spjald By omtrent 1 kilometer stik syd for Brejninggaard. Flyvepladsen fungerer i dag som alternativ plads og sikkerheds-flyveplads for Stauning Flyveplads. Til daglig anvendes flyvepladsen i overvejende grad til modelflyvning af den lokale forening, Jydsk Luft Cirkus Spjald, der har eksisteret siden 1980. Pladsen var tæt på at lukke i 2014, da der var planer om at opføre fire møller af 140 meters højde i nærheden af flyvepladsen. Udover at agere alternativ plads anvendes flyvepladsen til skoleflyvning af hæren i mindre grad.

#### Videbæk Sparekasse / Sparekassen SDS / Unibank (1969 - 1997)
I 1969 køber Videbæk Sparekasse Hovedgaden 62 og indretter bankdrift i bygningen. I 1973 fusionerede sparekassen med en række andre for at hedde Sparekassen SDS. I 1978 køber banken Hovedgaden 64, der tidligere havde fungeret som købmandsbutik. Banken havde sit virke i byen indtil 1997. Der drives i dag EDB-forretning i de tidligere banklokaler.

#### Spjald Plejehjem (1970 - ...)
I februar 1970 blev Spjald Plejehjem indviet. Plejehjemmet er tegnet af arkitekt Bay-Jørgensen. Plejehjemmet er løbende blev ombygget og tilbygget, og endda i sådanne grad, at man i 2006 genindviede plejehjemmet. I samme ombæring skiftede man sit officielle navn til det, man kender i dag, Spjald Pleje- og Aktivitetscenter. Plejehjemmet har i dag 51 plejeboliger og 10 ældreboliger.

#### Købmand på Skolegade (1970 - 2010)
I 1970 åbner købmanden på Skolegade 30. Købmanden var åben indtil 2010, hvor købmand Eigil Madsen stoppede og satte købmandsbutikken til salg. Butikken blev ikke solgt og åbnede i kraft heraf ikke igen.

### 1980-1990'erne

#### Tandlæge på Hovedgaden (1980 - 2013)
I 1978 køber Sparekassen SDS Hovedgaden 64 og driver bankforretning fra stueetagen. På overetagen indretter tandlæge Hans Jørgen Gade klinik, der drives frem til 2013, hvor klinikken nedlægges. Tandlægeklinikken er i dag omdannet til lejligheder.

#### Dækafbrænding på landsdækkende TV (1996)
Spjald kom på danmarkskortet i slutningen af 1990'erne, hvor byen blev kendt på landsdækkende tv for burn-out stævner, hvor politiet blev nødt til at gribe ind, hvilket resulterede i at flere deltagere blev bidt af politiets hunde. Arrangementet foregik Kristi himmelfartsdag i 1996, hvor omkring 500 unge mennesker afholdte brændertræf. Arrangementet udviklede sig dog, hvorfor omkring 53 politibetjente, bidende politihunde og ét varselsskud kunne ses på landsdækkende TV. Optøjerne betød, at der året efter var mellem 2.500-3.000 deltagere til dækafbrænding i Spjald. Dette foregik dog under andre forhold efter, at byens borgerene hjalp byens unge mennesker med at oprette en foreningen, Dækafbrænderforeningen af 1997, der skulle stå for afviklingen. Arrangementet har udviklet sig til det, der i dag kendes som dækafbrændingen i Karup, hvor det foregår på en privatejet tidligere landingsbane og afvikles i samarbejde med politiet.
Arrangementet foregår stadig i Spjald i en nedskaleret udgave. Hvert år ved kristi himmelfart mødes en mindre forsamling af biler på pladsen ved det tidligere posthus i Spjald, hvor de kører videre på hovedvejen mellem Spjald og Ørnhøj.

### 2000'erne

#### Visionsplan 2020 - Visioner, ambitioner og vestjysk fornuft
I 2004 udkom en lokal arbejdsgruppe med et prospektudkast til byens fremtidige udvikling. Titlen på værket var "Visionsplan 2020 - Spjald". Værket skete som et svar på tidens centraliseringer, og det forsøgte at sætte rammerne for byens udvikling fremover. Visionen for planen lyder: "Spjald i år 2020 som en meget attraktiv boligby. Væksten i de større byer i regionen har skabt et behov for andre boformer og fællesskab. Her er Spjald gennemgået en positiv udvikling hvor det nære miljø og viljen til at stå sammen, har skabt en boligby som er en god alternativ bomulighed til de større byer i regionen.
Byens centrale placering på landkortet i køreafstand til områdets tilbud i de større byer, kombineret med den evne, der altid har været til at fastholde og udvikle de nære tilbud for borgere og familier i alle aldre, ligger til grund for at byen de sidste årtier er vokset til det dobbelte, det må siges at være en succes. Ingen tvivl om, at byens nærmiljø, det hyggelige torv, de gode butikker, de velbeliggende byggegrunde, den dejlige natur og sidst men ikke mindst golfbanen også har været med til at skabe områdets mest attraktive boligby."
Af side 6 i visionsplanen fremgår et oversigtskort, der angiver nye arealer for henholdsvis boligområder, byfornyelse, fritidsområder, let byerhverv og slutteligt industri. Her ses, at boligmassen primært skulle udvikles mod nord, syd og vest, og industrien udvikles mod øst.

#### Opførelse af Spjald Kulturhus (2001)
Spjald kulturhus er opført i 2001. Huset er opført på ønske af byens borgere, der oplevede pladsmangel i forholdene omkring deres musikforening og oplevelsen af mangel på et egentligt forsamlingshus. Huset, der foruden sin faste lejer, Spjald-Grønbjerg Musikforening, lejes ud til private fester, møder, koncerter. Kapaciteten er cirka 200 spisende gæster eller 300 foredrags- eller koncertgæster. Der afholdes løbende kunstudstillinger, koncerter og mere i kulturhuset.

#### Kommunal sammenlægning (2007)
I år 2007 blev de danske kommuner sammenlagt grundet strukturreformen, der blev vedtaget i 2005. Dette betød, at Spjald gik fra at være den anden største by i Videbæk Kommune til at være sjette største by i Ringkøbing-Skjern Kommune. I forløbet stod man i Videbæk Kommune mellem at tilslutte sig enten Ringkøbing Kommune eller Herning Kommune, hvor valget altså faldt på første nævnte

#### Årets landsby i Region Midtjylland (2009)
Spjald blev i 2009 kåret til årets landsby af Region Midtjylland. Indstillingen til prisen blev gjort af Vækstforum Midtjylland. At Spjald skulle have titlen, blev af Region Midtjylland forklaret med, at den var givet på baggrund af den lokale aktivitet, hvor byens borgere gennem borgerindsamlinger havde fået udbygget fritids- og kulturlivet med renovering af Spjald Fritidscenter og et nyt kulturhus. Dette sammenholdt med et stabilt indbyggertal og en stigende mængde virksomheder gav Spjald titlen. Prisen uddeles hvert år af regionsrådet i Region Midtjylland til en landsby eller gruppe af landsbyer, der viser nye veje til fornyelse og udvikling. Landsbyprisen er med til at sætte fokus landsbyer og lokalsamfund som attraktive steder at leve.

### 2010'erne
2010'erne blev et årti med mange forandringer i byen. I årene efter finanskrisen skete der en del forandringer i byen, specielt langs byens hovedgade. Spjald oplevede som så mange andre landsbyer i løbet af årtiet at være ramt af flere udfordringer med blandt andet eftervirkningerne fra finanskrisen, den stigende centralisering i detailhandelen og konkurrencen fra internethandelen.
Udfordringerne bevirkede blandt andet, at byens bageri, byggemarked, købmand og flere bankfilialer lukkede.
Byen oplevede dog også andre positive forandringer i løbet af årtiet. Udviklingerne, der i høj grad var drevet af selskabet SEBA (Spjald erhverv- og byudvikling ApS).

#### SEBA, folkeaktier og erhvervsstøtte - renovering gennem lokalt sammenhold
SEBA blev stiftet i 1986. Oprindeligt blev selskabet stiftet for at tiltrække flere industrivirksomheder til byen, men selskabet har hen over årene bredt sig ud over flere investeringsmuligheder. Selskabet har siden sin stiftelse haft en drivende rolle i byens udvikling. I 2018 stod selskabet blandt andet bag, at byens tidligere bageri, gamle slagter og nabobygning blev revet ned i byens midtby. Selskabet har ligeledes stået bag nedrivningen af byens tidligere mejeri, boghandel og hjulpet med udstykninger i byens sydlige og nordvestlige del.
Midlerne til byudvikling er i årene kommet fra puljer, lokalstøtte fra erhvervsliv og borgerne i byen. Et eksempel er Spjald Fritidscenter, der i dag fremstår som Ringkøbing-Skjern Kommunes mest udbyggede idrætsanlæg. Renoveringen af fritidscenteret blev mulig gennem folkeaktier og lokal støtte. Af et byggebudget på 15 millioner kr. til opførelsen af et nyt sundhedshus og en renovering af fritidscenteret kom kun omkring 0,5 millioner kr. fra offentlige kasser.

#### Spjald Sundhedshus (2014)
Spjald Sundhedshus hører til på Blomstermarken 1-5. Huset blev bygget i 2014, og byggeriet kostede 10 millioner kr.. I bygningerne finder man Spjald lægehus og Spjald fodterapi. Sundhedshuset kom til på baggrund af lokalt sammenhold, hvor finansieringen blev fundet gennem folkeaktier og donationer fra det lokale erhvervsliv.
Sundhedshuset form er ikke tilfældig. Huset strækker sig fra syd med det lave og brede mod det smallere og højere, som bygningen nærmer sig Spjald bymidte. Dette symboliserer landets møde med byen.

#### Opførelse af ny Spjald børnehave (2011)
Byens tidligere børnehave stod i slut 00'erne over for en større renovering. Byens borgere synes dog, at rammerne var blevet for små og så hellere en ny bygning til børnehaven. Ringkøbing-Skjern kommune ønskede ikke at støtte dette af økonomiske årsager.
SEBA trådte ind i debatten, og de tilbød at opkøbe den gamle børnehave af kommunen, hvilket ville frigive midler til kommunen. Kommunen var med på ideen, og den anlagde en ny børnehave i den sydlige udkant af byen, der stod færdig i 2011.
Grunden, der husede den tidligere børnehave, er nu bebygget med ældreboliger.

#### Udgravning af Jernalderlandsbyen ved Spjald (2010)
Ved opførelsen af ny Spjald børnehave i 2010 blev jorden under undersøgt. Her viste der sig spor efter et førromersk (200-0 f.Kr.) samfund. Under udgravningen fandt man ni hovedhuse og tre mindre huse på grunden. Forventningen fra Holstebro museum er, at der blot er fundet en mindre del af landsbyen, og at der findes flere fund i marken nord for børnehaven. Arkæologerne ved, at landsbyen har haft en relativ lang levetid på mellem 100-150 år grundet flere og gentagende fornyelser af bebyggelserne.
Der blev også fundet arkæologiske genstande fra andre tidsaldre blandt andet gruber og kogestensgruber, der tyder på, at der haft boet folk på egnen i den sidste del af bronzealderen (900-500 f.Kr.).

#### Renovering af Spjald Skole (2011 - 2017)
Spjald Skole har oplevet en markant renovering af skolens rammer gennem årtiet. Skole blev renoveret for 22,5 millioner kr. (svarende til 26,7 millioner kr. i 2023) i årene 2011 til 2013. renoveringen bestod blandt andet i opførelsen af en ny hovedindgang, aulaen samt en udvidelse af pædagogisk læringscenter og en udvidelse af indskolingen. Samlet set bestod ombygningen af i alt 2000 kvm renoverede lokaler og 500 kvm tilbygning.
I 2017 stod skolen så for tur igen, hvor ventilationen blev renoveret for 4,2 millioner kr. (svarende til 4,9 kr. i 2023). Renoveringen skete på baggrund af et påbyd fra arbejdstilsynet.

### 2020'erne
Ved indgangen til 2020 stod Spjald efter 16 år og en finanskrise senere ved udløbet af den projektplan, Spjald Visionsplan 2020, som blev fremlagt i 2004. Mange af ideerne i planen er blevet til virkelighed, men udviklingen er langt fra, hvad man dengang forestillede sig, at den kunne blive til. Til fremtidig udvikling af og i byen har man fremsendt ønske til Ringkøbing-Skjern Kommune om at få udarbejdet en helhedsplan, der skal udstikke retningen for den fremtidige udvikling i byen. Her lægger man op til et fokus på forandringer i bymidten og generel byfornyelse. Frembringelse af helhedsplanen er vedtaget af kommunen. Planen skulle oprindeligt være klar ultimo 2022, men den forventes nu at være klar i løbet af 2023 efter, at kommunen ændrede prioriteringen udarbejdelsen af helhedsplanerne. Her blev Hvide Sande opprioriteret, og dermed måtte Spjald vente.

#### Fornyelse og sanering omkring byens hovedgade
Et af byens seneste eksempler på byforandring er en vaskehal i byens centrum, der åbnede i april 2021. Vaskehallen åbnede som en del af byens dagligvarebutiks, SuperBrugsen Spjald, seneste udvidelse. Vaskehallen ligger på grunden, hvor byens tidligere bageri var placeret. Projektet har indebåret opkøbet og nedrivning af det tidligere bageri samt to andre bygninger.
Saneringen af bymidten forsætter videre ind i det nye årti, og i starten af 2023 blev Hovedgaden 2 nedrevet. Herved er mere end 10 bygninger forsvundet fra byens hovedgade siden 2010. Nogle er erstattet af nye, men mange grunde henlægger stadig og afventer den nye helhedsplan.

#### Spjald Børnehave - en skov i byen
I foråret 2022 blev 2000 kvm ud af 18.000 kvm børnehaveplads inddraget til fordel for en skov plantet af Spjald Børnehave. Planen med skoven er at skabe "en skov, hvor børnene kunne gå på opdagelse, klatre, byge huler og slappe af." Skoven forventes at være klar til børnehaveleg i år 2030. Skoven er plantet i samarbejde med byens erhvervsliv. I samme omgang blev nye legeredskaber indkøbt ved hjælp af et mindelegat fra E.M. Dalgas.

#### Erhverv og by udvider sig
Hvor den kommende helhedsplan har fokus på udvikling af bymidten, udvikler byen sig i øjeblikket mod syd og øst.

#### Lejeboliger
I tiden ser Spjald en udvidelse af boligmassen på lejeboliger flere steder. I den sydlige ende af byen vest for primærrute 11 huser man blandt andet snart nye lejeboliger. Boligerne forventes opført af Boligforeningen Bomidtvest i to etaper. Byggeriet er i øjeblikket i høring hos kommunen. Projektet omfatter 24 boliger i to etaper af 12 boliger med et samlet areal af 9800 kvadratmeter.
Hertil har Ringkøbing-Skjern Boligforening 9 lejeboliger på vej på Østervænget med byggestart i 2023, og yderligere fem lejeboliger er i høring ved den gamle børnehave, hvor der allerede er bygget otte.
Ejerboliger
Vest for børnehaven i den sydlige ende af byen er første etape af en udstykning på 21 parceller i øjeblikket i gang. Området har fået navnet Røjkumparken. Projektet er støttet af SEBA (Spjald erhverv- og byudvikling ApS). Projektet har været i støbeskeen siden starten af årtusindeskiftet.
I den nordvestlige ende af byen er en udstykning på lidt over 30 parceller med navnet Ådraget ved at være fuld. I 2022 blev en ansøgning indsendt for på en etape 3 af udstykningen. Etapen vil brede sig mod vest i en blanding af storparceller og lav-tæt byggerier. Størrelsen af etapen er 25 boligenheder. Etapen sker som en forlængelse af Ådraget, og den vil ikke få sin egen tilkørsel.
Erhverv
I den sydlige ende af byen på den østlige side af primærrute 11 blev et nyt erhvervsområde godkendt af kommunen i 2022. Området er planlagt til at have tilkørsel fra primærrute 11 ved det eksisterende T-kryds med Blomstermarken. Lokalplanen opdeler området i tre delområder/grunde. Projektet var et lokalt initiativ af virksomheden DK Multi-Wear, også kendt som Billigarbejdstøj.DK, der blandt andet ville sikre sine fremtidige udviklingsmuligheder. Projektet blev skrinlagt i starten af 2023.
Til gengæld påbegyndte Ringkøbing-Skjern kommune i samme år (2023) en afsluttende byggemodning af erhvervsområdet omkring Sivvej og Mosevej i den nordøstlige del af byen. Byggemodningen forventes at skabe fem nye byggefelter til erhverv.

## Demografi og demografisk udvikling

### Befolkningstal og befolkningssammensætning
Med et indbyggertal på 1.351 var Spjald det sjette største byområde i Ringkøbing-Skjern Kommune i 2022. Byen er tæt forfulgt af Lem, der samme år have et indbyggertal på 1.322. Til sammenligning var Hvide Sande det femte største byområde i kommunen med et indbyggertal i 2022 på 2.876. Befolkningstallet i byområdet er i det seneste årti steget med 55 personer fra 1.294 indbyggere i 2010 til 1351 indbyggere i 2022. En vækst på 4,4 procent. Udviklingen i befolkningstallet gennem perioden kan ses af tabellen herunder.
| År             | 2010   | 2011  | 2012  | 2013   | 2014  | 2015  | 2016   | 2017  | 2018   | 2019   | 2020   | 2021   | 2022   |
| -------------- | ------ | ----- | ----- | ------ | ----- | ----- | ------ | ----- | ------ | ------ | ------ | ------ | ------ |
| Befolkningstal | 1.294  | 1.266 | 1.271 | 1.309  | 1.263 | 1.281 | 1.304  | 1.279 | 1.330  | 1.356  | 1.344  | 1.353  | 1.351  |
| Indeks         | 100,00 | 97,84 | 98,22 | 101,16 | 97,60 | 99,00 | 100,77 | 98,84 | 102,78 | 104,79 | 103,86 | 104,56 | 104,40 |

Af de 1.351 personer, der i 2022 kunne kalde sig Spjaldborgere, var 50,6 procent kvinder (683 personer) og 49,4 procent mænd (668 personer). Kigger man på den aldersmæssige fordeling af indbyggerne i 2022, var det jævnt spredt ud over aldersgrupperne. Grupperingen 0-19 år bestod af 295 personer (21,8 %); 20-39 år bestod af 276 personer (20,4 %); 40-59 år bestod af 329 personer (24,4 %), og grupperingen 60+ år bestod af 451 personer (33,4 %).
Én enkelt borger i Spjald kunne i 2022 bryster sig af at være mere end 100 år gammel.

### Befolkningsfremskrivning
I de senere år har Spjald oplevet en yderligere omend svag vækst i befolkningstallet. Stigningen skal ses i lyset af, at befolkningstallet i kommunen i perioden har været faldende. Kommunen forventer, at indbyggertallet i Spjald stiger til 1.500 i 2028.
| År             | 2010   | 2011   | 2012   | 2013   | 2014   | 2015   | 2016   | 2017   | 2018   | 2019   | 2020   | 2021   | 2022   |
| -------------- | ------ | ------ | ------ | ------ | ------ | ------ | ------ | ------ | ------ | ------ | ------ | ------ | ------ |
| Befolkningstal | 58.439 | 58.068 | 57.892 | 57.529 | 57.093 | 57.042 | 57.139 | 57.022 | 57.005 | 56.930 | 56.594 | 56.182 | 56.203 |
| Indeks         | 100,00 | 99,37  | 99,06  | 98,44  | 97,70  | 97,61  | 97,78  | 97,58  | 97,55  | 97,42  | 96,84  | 96,14  | 96,17  |

Befolkningsfremskrivningerne, som kommunen har udarbejdet i samarbejde med den danske virksomhed COWI, viser, at kommunen forventer at miste yderligere 825 borgere frem mod 2032.

### Historisk udvikling af befolkningstallet
Ser man tilbage i tiden og kigger på befolkningstallets udvikling i Spjald, vil man se, at ved overgangen fra Brejning Mejeriby til Spjald Stationsby i 1911 husede byen 230 indbyggere voksende til 281 indbyggere i 1916 fordelt på 50 huse og gårde. Befolkningstallet udvikling fra 1921 og frem til 1981 kan ses af tabellen herunder.
| År             | 1911   | 1916   | 1921   | 1925   | 1930   | 1935   | 1940   | 1945   | 1950   | 1955   | 1960   | 1965   | 1970   | 1976   | 1979   | 1981   | 2022   |
| Befolkningstal | 230    | 281    | 291    | 364    | 375    | 410    | 427    | 474    | 506    | 528    | 549    | 697    | 847    | 1.139  | 1.194  | 1.253  | 1.351  |
| Indeks         | 100,00 | 122,17 | 126,52 | 158,26 | 163,04 | 178,26 | 185,65 | 206,09 | 220,00 | 229,57 | 238,70 | 303,04 | 368,26 | 495,22 | 519,13 | 544,78 | 587,39 |

Byen fortsatte sin udvikling om end langsomt frem til verdenskrigen og tiden efter. Det var først i tiden efter 1960 og frem, hvor byen meget lig resten af landet oplevede en markant befolkningsfremgang i byområdet. Siden 1911 er byens indbyggertal steget med 587,39 procent.

## Geografi og topografi

### Geografisk placering
Geografisk er Spjald placeret midt i Vestjylland tæt på byen Videbæk (8 km). Fra byen er der mod syd 21 km til byen Skjern og blot 20 km til byen Ringkøbing i vestlig retning. Mod nord er der 28 km til byen Holstebro og i østlig retning 34 km til Herning. I de to sidstnævne byer kan det danske motorvejsnet nås. Byen Spjald gennemløbes af primærrute 11, der starter i Sæd ved den tyske grænse og har sin ende i Aalborg. I Spjald er primærruten benævnt "Hovedgaden".

### Topografi
Spjald ligger på en såkaldt bakkeø ved navn Skovbjerg Bakkeø, der er Danmarks største med et areal på omtrent 15-1600 km2. Området består af gletsjer- og smeltevandsafleveringer fra næstsidste isted (Saale). Bakkeøen er omgivet af sletter fra sidste istid (Weichsel). Jordens bestående omkring Spjald er mest af sandet moræne. Dette er grunden til, at området i høj grad af præget af plantager og hede. Et af de højeste punkter på bakkeøen ligger lidt nord for Spjald. Punktet hedder Trehøje, og det ligger i den fredede lynghede Tiphede, og har en højde på 102 meter over havets overflade.
Byen omkranses af henholdsvis Hover Å i vestlig retning og Randbæk, der omkranser byen mod nord og øst.

### Klima
Spjald har et tempereret oceanisk klima (Köppen-klassifikation). Vestjylland er generelt betegnet af en højere nedbørsmængde og færre solskinstimer end de resterende landsdele grundet dets placering først for, når vinden blæser fra vest og bringer luften ind fra Nordsøen. I tabellen herunder ses klimanormalen for Ringkøbing-Skjern kommune i perioden 2011-2023. Tallene er hentet fra DMI's vejrarkiv.
| Ringkøbing-Skjern Kommune (2011-2023)                                      | Ringkøbing-Skjern Kommune (2011-2023) | Ringkøbing-Skjern Kommune (2011-2023) | Ringkøbing-Skjern Kommune (2011-2023) | Ringkøbing-Skjern Kommune (2011-2023) | Ringkøbing-Skjern Kommune (2011-2023) | Ringkøbing-Skjern Kommune (2011-2023) | Ringkøbing-Skjern Kommune (2011-2023) |
| -------------------------------------------------------------------------- | ------------------------------------- | ------------------------------------- | ------------------------------------- | ------------------------------------- | ------------------------------------- | ------------------------------------- | ------------------------------------- |
| Middeltemperatur                                                           | Laveste (abs.)                        | Laveste                               | Højeste                               | Højeste (abs.)                        | Nedbørsmængde                         | Solskinsum                            | Middel vind                           |
| °C                                                                         | °C                                    | °C                                    | °C                                    | °C                                    | mm                                    | timer                                 | m/s                                   |
| 8,9                                                                        | -18,1                                 | -11,4                                 | 29,98                                 | 35,6                                  | 875,18                                | 1650                                  | 4,89                                  |
| Kilde: DMI - Danmarks Metrologiske Institut: https://www.dmi.dk/vejrarkiv/ |                                       |                                       |                                       |                                       |                                       |                                       |                                       |

Den laveste målte temperatur var i perioden 2011-2023 på -18,1 grader celsius med en gennemsnitlig laveste temperatur på -11,4 grader celsius. For landet som helhed lå dette på henholdsvis -23,1 grader celsius og 14,38 grader celsius. Ringkøbing-Skjern kommune, og hermed Spjald, bliver ikke lige så kold som resten af landet.
Ser man på den anden ende af skalaen, var den højeste temperatur i perioden var på 35,6 grader celsius med en gennemsnitlig højeste temperatur på 29,98 grader celsius. For landet som helhed lå dette på 35,9 grader celsius og 29,62 grader celsius. Generelt ligger den højeste temperatur hermed lidt lavere i Ringkøbing-Skjern kommune end i resten af landet.
Nedbørsmæssigt ligger Ringkøbing-Skjern kommune i den høje ende med et gennemsnit på 876,18 millimeter nedbør i perioden 2011-2023. Her har landet som helhed fået et gennemsnit på 711,88 millimeter nedbør. En forskel på 163,3 millimeter.

### Postnummer
Postnummeret i Spjald er 6971. Postnummeret indeholder 112 veje startende fra Algade til Østervænget, og det har et areal på 117,2 kvadratkilometer. Postnummeret havde i 2015 et befolkningstal på 3.098, hvilket er et fald på 30,6 % siden 1975, hvor der boede 4.465 mennesker i postnummeret.

## Infrastruktur
Spjald er vokset op omkring primærrute 11, der forløber fra Sæd i grænselandet til Aalborg i nord. I Spjald betegnes vejen Hovedgaden.

### Trafik
Primærrute 11 omkring Spjald ser et dagligt trafiktal på omkring 4500 køretøjer i døgnet (2021). Dette er en stigning på 300 køretøjer siden år 2013, hvor tallet lå på 4.200 køretøjer i døgnet. Trafikken føres gennem byens hovedgade i en nord-syd retning.

### Omfartsvej
Øst om Spjald er der reserveret et areal til en fremtidig omfartsvej, der skal lede primærrute 11 rundt om byen. Etablering af omfartsvejen er dog ikke planlagt, og det vides ikke hvornår, at denne kommer. Arealet har været reserveret siden 1990'erne. Omfartsvejen planlagte føring er med et udspring fra Brejningvej 11, vest om egeskovene ved Brejninggaard og Bækbodam, overskærende Randbæk og i en østlig bue omkring Spjald med tilslutning nord for Spjald ved Holstebrovej 2. På sin rute vil den overskære Brejningvej, Brejninggårdsvej, Kildevej, Mosevej og Højmosevej. Det er derudover forventet, at omfartsvejen vil blive tilsluttet Engvang, der er den nuværende primære fordelingsvej til Spjalds industriområde i øst.
Det afsatte område i kommuneplanen til omfartsvejen kan ses af kortet til højre.

### Kollektiv trafik
Spjald er en tidligere stationsby på den tidligere Ringkøbing-Ørnhøj-Holstebro jernbane. Jernbanen er dog sidenhen blevet nedlagt i 1961. Spjald er siden serviceret af busser, der binder byen sammen med resten af landsdelen. Byen er forbundet med byerne Holstebro og Skjern gennem Midttrafiks rute 26 og Ringkøbing gennem Midttrafiks rute 570 og Videbæk gennem rute 573. Spjald er desuden knyttet sammen med Herning gennem rute 26 med skift til rute 15 ved Brejningkrydset.

### Cyklisme
Spjald er forbundet med byen Videbæk gennem en dedikeret tosporet cykelsti med tunnelsystemer. Cykelstien har en samlet længde på mere end 10 km. Fra Videbæk er der yderligere forbindelser til Arla Foods store mejeri Nr. Vium, der har mere end 500 ansatte, og byen Herborg.
Byen er yderligere forbundet med landsbyen Brejning syd for byen gennem en tosporet cykelsti.

## Uddannelse og pasning
- Spjald Børnehave og dagpleje med plads til 86 børn
- Spjald Skole med skolegang fra 0.- til 9. klassetrin med et elevtal i 2020 på 319 elever[68] og 63 ansatte.[69]
- Udover almindelig skolegang tilbyder skolen Tusindfryd, der er SFO for 0.-3. klasse, og Klubben, der er et fritidstilbud for 4.-6. klasse.
- 2 km syd for byen ligger herregården Brejninggaard, som siden 1942 har været efterskole. Efterskolen har i 2020 et elevtal på 145 og 30 ansatte. Skolen tilbyder fra 9.-10. klassetrin.
- Spjald Pleje- og aktivitetscenter med 51 plejeboliger og 10 ældreboliger og mere end 70 ansatte.

## Fritids- og aktivitetsliv
Spjald har over 23 aktive foreninger hovedsageligt centreret omkring fritidsaktiviteter. Listen tæller blandt andet en FDF-kreds, en jagtforening og ikke mindst byens fodboldklub. I 2017 kunne DBU (Dansk Boldspil-Union) afsløre, at hver tredje af byens indbyggere er medlem af den lokale fodboldklub. Dette var det højeste procentvise medlemstal målt på tværs af Danmark. Den høje tilslutning afspejler sig i antallet af fodboldbaner i byen, hvor der kan findes 8 græsbaner og 1 kunstgræsbane centreret i byens vestligste udkant.

### Spjald Fritidscenter og Spjald Fritid
Mange af byens aktiviteter samles i byens fritidscenter, der er Ringkøbing-Skjern Kommunes mest udbyggede idrætsanlæg. Dets indendørs faciliteter består af hal, svømmehal, motionscenter, selskabslokaler, cafe, billardklub og skydebane. Udendørs står to tennisbaner, petanquebaner og en centerbane til atletik. Hertil tillægges de 8 græsfodboldbaner og en enkelt kunstgræsbane. Fodboldbanerne udgør grundstenen i centeret, og de muliggøre den årlige afvikling af Ramsing Cup.
Mange af byens foreninger er samlet i foreningen Spjald Fritid, der blandt andet samler fitness, tennis, håndbold- og svømmeklub.

### Natur og parker
Åparken, der har sin beliggenhed i den nordlige ende af byen, indeholder en indhegnet kommunal hundeskov, legeplads, teaterplads og sø. Yderligere kan man nord og vest for byen finde Hover Å, der har et rigt fauna og fiskeliv. Den 10. juni 2012 indviede man "Natursti via den gamle bane ved Spjald". Den følger det gamle banetrace mod sydvest til vest for Kærhusvej og fortsætter til vest for Bilringvej, hvor den undervejs passerer små stykker gennemskæring og banedæmning.
Området omkring Spjald er kendetegnet af landbrugserhvervet med marker, men også af tidligere og nuværende skovdrift. I postnummeret finder man blandt andet Hjelm Plantage, Munks Plantage, Kiddal Plantage, Hoverdal Plantage og Krattet.

#### Krattet - Brejning krat
Brejning Krat blev fredet, som en af Danmarks første fredninger, i 1920. Området er cirka 45 ha. stort, og det består hovedsageligt af egekrat. Det anses for at være resterne af den gamle skovbevoksning, der var i området i jægerstenalderen for omkring 5000-15000 år siden. Krattet består hovedsageligt af egetræer, men der forefindes også birk, hassel, lind og el. Krattet blev i fra bondestenalderen og frem til 1800-tallet benyttet til græsning, men dette stoppede med fredskovsforordningen af 1805.

## Kultur og seværdigheder

### Sportsstævner
Bedst kendt er Ramsing Cup, der for første gang blev afholdt i 1981 og som i 2021 havde 40 års jubilæum. Stævnet afvikles ved Spjald Fritidscenter med hjælp fra mellem 400-500 frivillige, der sørger for rammerne omkring de normalt over 3000 deltagende spillere. Cuppen er primært for B- og C-hold med en grænse for antal deltagende hold på omkring 270. I løbet af cuppen afvikles mere end 700 kampe på mere end 20 baner, og byen vokser med 5.000-6.000 mennesker i løbet af cuppens varighed. De deltagende hold kommer fra både Danmark, Sverige og Norge, men for første gang i år 2022 deltager også et islandsk hold efter, at fodboldspilleren Jesper Juelsgaard skiftede fra AGF til islandske Valur.
Ramsing Cup er Ringkøbing-Skjern Kommunes største fodboldstævne.
Andre nævneværdige stævner i byen:
- Spjald - Landbobank Cup

- 10-4 Cup Spjald
- Ridestævnet, der afholdes af Spjald Rideklub i Bededagsferien

### Andre begivenheder
De forskellige foreninger i byen byder i løbet af året op med blandt andet sommerspil (teater) i Åparken, påskearrangement, juletræstænding og juleoptog.

### Museum og lokalhistorisk arkiv
Spjald har sit eget museum kadet Brejning Egnsmuseum og Lokalhistorisk Arkiv, der holder til på byens gamle skole, der er opført i år 1935. Museet har sin egen hjemmeside, med beskrivelser af byens udvikling og billeder af byen og omegnen helt tilbage til starten af 1900-tallet.
Foreningen bag museet er oprettet i år 1973, og museet er drevet af en frivillig bestyrelse på 7 personer. Museet har udover sine faste udstillinger et arkiv, der indeholder folketælling, billeder og materiale om lokalområdet.

### Brejning kirke
Spjald by er beliggende i Brejning Sogn, hvor Brejning Kirke har hjemme. Kirken ligger i landsbyen Brejning, der er placeret 2 km syd for Spjald. Tæt forbi kirken ligger drivvejen. Ruten er en vandrerute, der følger de gamle drivveje, hvor blandt andet levende kvæg blev drevet fra Jylland til markederne i Tyskland og Holland.
Brejning kirke stammer i sin nuværende grundform fra omkring 1100-tallet. Kirken er sidenhen blevet udbygget over flere omgange, og den fremstår i dag med romansk skib og kor, sengotisk tårn og våbenhus samt en tresidet apsis dateret til 1581. I forbindelse med restaureringsarbejde på kirken i 1961, er der fundet spor efter en tidligere trækirke.

### Væggerskilde kirke
Væggerskilde Kirke 5 km øst for Spjald blev i 1916 indviet som filialkirke til Brejning Kirke. Kirken blev i 2010 udskilt som selvstændig kirke. Brejning kirke og Væggerskilde kirke er dog stadig i samme pastorat, hvilket betyder, at de stadigvæk deler samme præst.
Kirken er tegnet af arkitekt A. Høeg-Hansen, og den fremstår i hvidkalkede mursten med rødt tegltag. Kirken blev senest renoveret i 2001.

### Brejninggaard (Brejning Hovedgård)
Små to kilometer sydøst for Spjald ligger herregården, Brejninggaard. Herregården kan spores tilbage til 1400-tallet, hvor den for første gang kan findes nedfældet. Herregården har haft en stor betydning i forhold til dannelsen af Spjald som by og dennes udvikling, da byen blandt andet ligger på dens tidligere vester marker.
I nyere tid fremstår herregården som en efterskole med plads til omkring 150 elever. Skolen bygger på et grundtvisk menneskesyn med et fokus på individets udvikling. Efterskolen har fokus på gymnastik, herunder springgymnastik, og kreativ udfoldelse.

## Økonomi
Nedenstående tabel viser indkomsten i Brejning sogn i 2019 fordelt på grupperingerne beskæftigelse, ikke i arbejde, studerende og alle voksne. Grupperingerne vises for Brejning Sogn, Ringkøbing-Skjern Kommune og Danmark som helhed. Voksne defineres som personer over 18 år. Indkomsten er angivet i 2019-kr.
| Indkomst før skat angivet i 2019-kr for 2019                              | Indkomst før skat angivet i 2019-kr for 2019 | Indkomst før skat angivet i 2019-kr for 2019 | Indkomst før skat angivet i 2019-kr for 2019 | Indkomst før skat angivet i 2019-kr for 2019 | Indkomst før skat angivet i 2019-kr for 2019 | Indkomst før skat angivet i 2019-kr for 2019 | Indkomst før skat angivet i 2019-kr for 2019 | Indkomst før skat angivet i 2019-kr for 2019 | Indkomst før skat angivet i 2019-kr for 2019 |
|                                                                           | Brejning Sogn                                | Brejning Sogn                                | Brejning Sogn                                | Ringkøbing-Skjern Kommune                    | Ringkøbing-Skjern Kommune                    | Ringkøbing-Skjern Kommune                    | Danmark som helhed                           | Danmark som helhed                           | Danmark som helhed                           |
| Indkomst før skat                                                         | Gennemsnit                                   | Median                                       | Antal                                        | Gennemsnit                                   | Median                                       | Antal                                        | Gennemsnit                                   | Median                                       | Antal                                        |
| ------------------------------------------------------------------------- | -------------------------------------------- | -------------------------------------------- | -------------------------------------------- | -------------------------------------------- | -------------------------------------------- | -------------------------------------------- | -------------------------------------------- | -------------------------------------------- | -------------------------------------------- |
| Beskæftigede                                                              | 433.797 kr.                                  | 394.088 kr.                                  | 880                                          | 444.672 kr.                                  | 387.082 kr.                                  | 24.080                                       | 456.476 kr.                                  | 397.274 kr.                                  | 2.406.310                                    |
| Ikke i arbejde (inkl. pensionister)                                       | 221.021 kr.                                  | 208.111 kr.                                  | 530                                          | 228.613 kr.                                  | 203.815 kr.                                  | 17.040                                       | 232.192 kr.                                  | 208.769 kr.                                  | 1.569.850                                    |
| Studerende                                                                | 205.176 kr.                                  | 194.622 kr.                                  | 50                                           | 186.759 kr.                                  | -                                            | -                                            | 149.293 kr.                                  | 138.953 kr.                                  | 315.700                                      |
| Alle voksne                                                               | 348.800 kr.                                  | 316.819 kr.                                  | 1.460                                        | 353.849 kr.                                  | 308.036 kr.                                  | 41.120                                       | 365.484 kr.                                  | 317.329 kr.                                  | 4.292.930                                    |
| Kilde: Arbejdernes Erhvervsråd: Geografisk Ulighed. Udgivet 3. april 2021 |                                              |                                              |                                              |                                              |                                              |                                              |                                              |                                              |                                              |

Nedenstående tabel viser indkomsten i Brejning sogn i 2019 fordelt på grupperingerne beskæftigelse, ikke i arbejde, studerende og alle voksne. Grupperingerne vises for Brejning Sogn, Ringkøbing-Skjern Kommune og Danmark som helhed. Voksne defineres som personer over 18 år. Indkomsten er angivet som procent af hele landet.
| Indkomst før skat angivet i % af landsgennemsnittet for 2019              | Indkomst før skat angivet i % af landsgennemsnittet for 2019 | Indkomst før skat angivet i % af landsgennemsnittet for 2019 | Indkomst før skat angivet i % af landsgennemsnittet for 2019 | Indkomst før skat angivet i % af landsgennemsnittet for 2019 | Indkomst før skat angivet i % af landsgennemsnittet for 2019 | Indkomst før skat angivet i % af landsgennemsnittet for 2019 | Indkomst før skat angivet i % af landsgennemsnittet for 2019 | Indkomst før skat angivet i % af landsgennemsnittet for 2019 | Indkomst før skat angivet i % af landsgennemsnittet for 2019 |
|                                                                           | Brejning Sogn                                                | Brejning Sogn                                                | Brejning Sogn                                                | Ringkøbing-Skjern Kommune                                    | Ringkøbing-Skjern Kommune                                    | Ringkøbing-Skjern Kommune                                    | Danmark som helhed                                           | Danmark som helhed                                           | Danmark som helhed                                           |
| Indkomst før skat                                                         | Gennemsnit                                                   | Median                                                       | Antal                                                        | Gennemsnit                                                   | Median                                                       | Antal                                                        | Gennemsnit                                                   | Median                                                       | Antal                                                        |
| ------------------------------------------------------------------------- | ------------------------------------------------------------ | ------------------------------------------------------------ | ------------------------------------------------------------ | ------------------------------------------------------------ | ------------------------------------------------------------ | ------------------------------------------------------------ | ------------------------------------------------------------ | ------------------------------------------------------------ | ------------------------------------------------------------ |
| Beskæftigede                                                              | 95,03                                                        | 99,20                                                        | 880                                                          | 97,41                                                        | 97,43                                                        | 24.080                                                       | 100,00                                                       | 100,00                                                       | 2.406.310                                                    |
| Ikke i arbejde (inkl. pensionister)                                       | 95,19                                                        | 99,68                                                        | 530                                                          | 98,46                                                        | 97,63                                                        | 17.040                                                       | 100,00                                                       | 100,00                                                       | 1.569.850                                                    |
| Studerende                                                                | 137,43                                                       | 140,06                                                       | 50                                                           | 125,10                                                       | -                                                            | -                                                            | 100,00                                                       | 100,00                                                       | 315.700                                                      |
| Alle voksne                                                               | 95,44                                                        | 99,84                                                        | 1.460                                                        | 96,82                                                        | 97,07                                                        | 41.120                                                       | 100,00                                                       | 100,00                                                       | 4.292.930                                                    |
| Kilde: Arbejdernes Erhvervsråd: Geografisk Ulighed. Udgivet 3. april 2021 |                                                              |                                                              |                                                              |                                                              |                                                              |                                                              |                                                              |                                                              |                                                              |

Nedenstående tabel viser sammensætningen af indkomster i Brejning sogn i 2019 ved at sammenligne andelen af indkomster i 10-fraktilen, 80-fraktilen og 90-fraktilen sammenlignet med Ringkøbing-Skjern kommune og Danmark som held.
| Opdeling af indkomster i 2019                                             | Opdeling af indkomster i 2019 | Opdeling af indkomster i 2019 | Opdeling af indkomster i 2019 |
|                                                                           | Brejning Sogn                 | RKSK Kommune                  | Danmark                       |
| Indkomst før skat                                                         | Andel, %                      | Andel, %                      | Andel, %                      |
| ------------------------------------------------------------------------- | ----------------------------- | ----------------------------- | ----------------------------- |
| Top 10 procent af indkomster                                              | 5,4                           | 6,7                           | 10                            |
| Top 20 procent af indkomster                                              | 14,4                          | 15,8                          | 20                            |
| Bund 10 procent af indkomster                                             | 16,8                          | 16,1                          | 20                            |
| Kilde: Arbejdernes Erhvervsråd: Geografisk Ulighed .Udgivet 3. april 2021 |                               |                               |                               |

### Indkomst i forhold til Ringkøbing-Skjern kommune
Den gennemsnitlige indkomst i Brejning sogn (Spjald) var i 2019 på 348.800 kr. Dette var en smule lavere end kommunens gennemsnit på 353.849 kr.. En forskel på 5.049 kr. eller 2,6 procent. Kigger man dog på median indkomsten viser det sig, at indbyggerne i Brejning sogn ligger over kommunen med 8.783 kr. eller 2,85 procent højere.
Set ud fra median indkomsten ligger Brejning sogn på en 18 plads ud 36 sogne i Ringkøbing-Skjern kommune. Den højeste median indkomst i kommunen findes i Hover Sogn med 345.745 kr., og den laveste i Nørre Bork sogn med 275.405 kr.. En forskel på henholdsvis 28.926 kr. højere og 31.414 kr. lavere.
Ser man i stedet kun på median indkomsten for folk i beskæftigelse rykker Brejning sogn ind på en 9 plads i kommunen med sine 394.088 kr..

### Indkomst i forhold til landsgennemsnittet i Danmark
Ser man på den gennemsnitlige indkomst i Brejning sogn i forhold til landsgennemsnittet på 365.484 kr. lå indkomsten 4,56 procent under landsgennemsnittet eller 16.684 kr. lavere. Sammenligner man dog indkomsten i forhold til medianen ligger indkomsten kun 0,16 procent under landsgennemsnittet.
Generelt kan man sige, at indkomsten i Ringkøbing-Skjern kommune ligger under landsgennemsnittet.

### Befolkningssammensætning i relation til forsørgerbyrden
Det ses af tabellen, at ud af en samlet befolkning på 1.460 personer var 880 i beskæftigelse i 2019. Dette svarer til at 60,27 % af indbyggerne i sognet var i beskæftigelse. Sammenlignet var dette tal i 2019 på 58,56 % for Ringkøbing-Skjern kommune og 56,05 % for landet set som helhed. Den resterende andel af voksne i sognet var fordelt på 36,3 % uden for arbejdsstyrken og 3,42 % under uddannelse.

## Politik og kommune

### Kommunalt tilhørsforhold
Spjald ligger i Ringkøbing-Skjern Kommune, der arealmæssigt er Danmarks største. Hovedbyerne i kommunen er Ringkøbing og Skjern. Spjald er den sjette største by i kommunen. Siddende borgmester i Ringkøbing-skjern kommune siden 2018, Hans Østergaard, bor i Spjald. Hans Østergaard er medlem af partiet Venstre.
Før strukturreformen i 2007 var Spjald en del af Videbæk Kommune, der i 1970 var dannet af tre sognekommuner, Brejning, Nørre Vium-Herborg og Vorgod. Hovedbyen var Videbæk, og Spjald var det anden største byområde i den daværende kommune.
Ligesom resten af landet har Spjald oplevet et stigende centraliseret kommunalt tilhørsforhold gennem tiden. Udviklingen kan ses i tabellen herunder. Tabellen angiver navn, årstal, arealmæssig størrelse og folketal.
|               | Brejning Sognekommune      | Videbæk Kommune | Ringkøbing- Skjern Kommune |
| ------------- | -------------------------- | --------------- | -------------------------- |
| Folketal (år) | 2.229 (1963)               | 12.107 (2006)   | 56.182 (2021)              |
| Areal         | 74,28 km2                  | 289,19 km2      | 1.494,56 km2               |
| År            | (ukendt oprindelse - 1969) | (1970 -2006)    | (2007 - nu)                |

### Kommunalopdeling og kommunestrategi
Spjald er udpeget af Ringkøbing-Skjern Kommune som lokalcenterby. Inddelingen i kommunen er hovedbyer, lokalcenterbyer og landsbyer. Kommunes strategi er at koncentrere væksten omkring hovedbyerne, Ringkøbing, Skjern-Tarm, Videbæk og Hvide sande. Kommune vil dog gerne se en udvikling af boligformål, erhvervsformål og offentlige formål i mindre omfang i lokalcenterbyerne.
Af andre lokalcenterbyer i kommunen findes Lem, Tim, Kloster, Vorgod-Barde og Troldhede, Fjelstervang og Søndervig. Borris er udpeget til i fremtiden at overgå til status af lokalcenterby. De resterende bysamfund i kommunen er kategoriseret som landsbyer.

### Stemmefordeling ved kommune- og folketingsvalg
Den stemmeberettigede befolkning i Spjald kan siges at være overvejende "blå" i deres politiske tilhørsforhold. Resultatet af kommunevalget i 2021 kan ses i tabellen herunder. Stemme procenten var i 2021 på 72,77 %, hvilket betyder, at 1.673 af de 2.299 stemmeberettigede afgav deres stemme.
|               | V    | A    | K   | C   | D   | F   | O   | J   | Ø   | B   | I   |
| ------------- | ---- | ---- | --- | --- | --- | --- | --- | --- | --- | --- | --- |
| Procent, %    | 47,1 | 19,6 | 13  | 5,3 | 5,1 | 4,4 | 2,9 | 0,8 | 0,7 | 0,6 | 0,5 |
| Antal stemmer | 778  | 323  | 214 | 87  | 84  | 72  | 48  | 14  | 12  | 10  | 9   |

*V = venstre; A = Socialdemokratiet; K = Konservative; D = Nye Borgerlige; F = SF; O = Dansk Folkeparti; J = Fjordlisten; Ø = Enhedslisten; B = Radikale Venstre; I = Liberal Alliance.
Ved folketingsvalget i 2019 var stemmeprocenten i Spjald på 86,47%, hvilket betyder at 1.866 af de 2.158 stemmeberettigede afgav deres stemme. Af afsnittet kan altså læses at antallet af stemmeberettigede i er steget med 141 personer fra 2019 til 2021.
|               | V    | A    | K    | C   | D   | F   | O   | P   | Ø   | B   | Å   | I   | E   |
| ------------- | ---- | ---- | ---- | --- | --- | --- | --- | --- | --- | --- | --- | --- | --- |
| Procent, %    | 41,4 | 17,9 | 10,5 | 5,1 | 1,5 | 4,3 | 9,4 | 1,6 | 1,5 | 3,8 | 1,1 | 1,6 | 0,3 |
| Antal stemmer | 767  | 331  | 195  | 95  | 27  | 79  | 175 | 30  | 28  | 71  | 20  | 29  | 5   |

*V = venstre; A = Socialdemokratiet; K = Konservative; D = Nye Borgerlige; F = SF; O = Dansk Folkeparti; P = Stram Kurs; Ø = Enhedslisten; B = Radikale Venstre; I = Liberal Alliance; E = Klaus Riskær Pedersen
Ved folketingsvalget i 2022 var stemmeprocenten i Spjald steget til 87,8%, hvilket betyder, at 1.832 af de 2.124 stemmeberettigede afgav deres stemme. De 2.124 stemmeberettigede er fald på 34 personer siden valget i 2019.
|               | V    | Æ    | A    | M   | I   | D   | C   | F   | K   | O   | B   | Ø   | Å   | Q   |
| ------------- | ---- | ---- | ---- | --- | --- | --- | --- | --- | --- | --- | --- | --- | --- | --- |
| Procent, %    | 29,7 | 19,4 | 16,4 | 7,2 | 6,7 | 4,9 | 4,8 | 3,8 | 2,4 | 1,9 | 1,0 | 0,9 | 0,8 | 0,1 |
| Antal stemmer | 544  | 356  | 300  | 132 | 122 | 90  | 88  | 69  | 44  | 35  | 18  | 17  | 15  | 1   |

*V = venstre; Æ = Danmarks Demokraterne; A = Socialdemokratiet; M = Moderaterne; I = Liberal Alliance; D = Nye Borgerlige; C = Konservative; F = Socialistisk Folkeparti; K = Kristendemokraterne; O = Dansk Folkeparti; B = Radikale Venstre; Ø = Enhedslisten; Å = Alternativet; Q = Frie Grønne.
Spjald ligger stemmemæssigt under Ringkøbingkredsen, og i Spjald stemmer man ved valgstedet i Spjald Kulturhus.

## Erhvervs- og handelsliv
Seneste tælling af erhvervs- og handelsliv viste i 2020, at byen kan tælle over 1.000 arbejdspladser. Byens erhvervsliv er samlet i foreningen Erhvervsgruppen Spjald, der har til formål at fremme lokalområdets handel, håndværk og industri til glæde for både medlemmerne og områdets beboere.

### Større erhverv

#### Landbrug og fødevare
Byens erhvervsliv synliggøres hurtigt ved ankomst til byen hvad enten fra nord, øst eller syd, hvor man ikke kan undgå at bemærke de to foderstoffer, henholdsvis DLG Midtvest og Vestjysk Andel. Spjald har, som beskrevet i tidligere afsnit, til alle tider været en by præget af landbrug. Det er byen i høj grad stadig i 2022. Begge foderstoffer kan spore deres historie i byen tilbage til starten af 1900-tallet. Byens mejeri er, som beskrevet tidligere, nedlagt og fjernet, men virkede som grundsten for byens dannelse. Landbruget er samlet i foreningen Landbrug Spjald. Foreningen støtter tiltag i byen og modtog i år 2007 Dansk Landbrugs Initiativpris.

#### DLG Midtvest A/S
DLG Midtvest afdeling i Spjald er hovedsædet for dets aktiviteter. DLG Midtvest dækker et område fra Thy i nord til Esbjerg i syd og fra Vestkysten i vest til Herning i øst. Fabrikken har en produktionskapacitet på 220.000 tons foder om året. Fabrikkens er indehaver af byens højeste punkt, hvilket er en skorsten på 105 meter. DLG i Spjald har sammen med fabrikken i Skærbæk fra 1. marts 2023 overtaget produktionen af kvægfoder fra foderstoffet på Aarhus havn, der lukker ned.

#### Industri og forarbejdning

##### KP Components A/S
Af større arbejdspladser i Spjald kan nævnes KP Komponenter A/S (fra 2020 kendt som KP Components A/S) med mere end 300 arbejdspladser i byen. Virksomheden har udover sit hovedsæde og fabrik i Spjald også fabrikker i Easley, South Carolina, USA og Uddevalla, Sverige. Virksomheden havde i regnskabsåret 2022 en omsætning på omtrent 700 millioner kr. og et samlet antal ansatte i omegnen af 400. I 2019 havde virksomheden 50 års jubilæum.
KP Komponenter ligger sammen med størstedelen af den lokale industri og erhvervsliv i byens østlige del med tilkørsel fra øst fra Kildevej eller ved hjælp af Engvang eller Højmosevej fra hovedgaden. Virksomheden er i Spjald koncentreret omkring Birkevej, der, som navnet antyder, er beplantet med birketræer.
I 2016 sikrede KP Komponenter sig fremtiden ved at at få ændret lokalplanen, så virksomheden kunne udvide sig mod øst.

#### Handelsliv

##### DK Multi-Wear
I den sydlige ende af byens hovedgade, væk fra anden industri og virksomhed, findes byens anden større arbejdsplads, DK Multi-Wear (også kendt som
billig-arbejdstøj.dk) vest for primærrute 11. Virksomheden startede i 2010 og vandt i 2021 prisen for Årets bedste digitale omstilling. Prisen fik virksomheden blandt andet på baggrund af deres robotlager, der består af 36 robotter på 2000 kvadratmeter. DK Multi-Wear planlægger en fordobling af dette inden for den kommende årrække.
Virksomhedens primæreforretning er at være internetforhandler af arbejdstøj og tilbehør, sportstøj og påtryk. Herudover er virksomheden producent og forhandler af eget tøjmærke, Westborn. I regnskabsåret 2021 havde virksomheden 112 ansatte og et overskud på 12,1 millioner kr..
Virksomheden har i år 2022 igangsat en høring på byggemodning af erhvervsområde øst for primærrute 11.

#### Ramsing Shopping Center
En af Spjalds ældste handelsdrivende er Ramsing Shoppingcenter, der i år 2020 havde 100 års jubilæum. I denne forbindelse var der fest, og der blev opstillet et mindesmærke, der fremgår af artiklens afsnit omkring bykunst. Shoppingcenteret og består af kæderne Svane-køkkenet, Lampeland, Kop og Kande samt Hvidt og Frit.  Shoppingcenteret er ligesom resten af handelslivet primært koncentreret omkring hovedgaden, primærrute 11.

#### Øvrigt handelsliv
Udover førnævnte består byens handelsliv i øjeblikket af mere end 20 forretninger. Det samlede erhvervs- og handelsliv i Spjald er samlet i Erhvervsgruppen Spjald, der har mere end 95 medlemmer.

### Mindre erhverv og offentlige arbejdspladser
Erhvervslivet i Spjald er præget af et højt antal af håndværksvirksomheder med blandt andet 15 registrerede tømrerfirmaer og 10 murervirksomheder. Hertil kan findes mere end 150 offentlige ansatte inden for byens uddannelses- og plejesektor.

## Miljø, energi og klima

### Spjald Fjernvarme- og Vandværk

#### Fjernvarme
Spjald Fjernvarme- og Vandværk opnåede i 2020 at blive helt CO2-neutrale i deres produktion. Produktionen foregår på værkets biogasmotor, en 16 cylindret V-motor, kaldet Bertha, et varmepumpe-anlæg og senest en elkedel installeret i 2022.
Spjald Fjernvarme producerer omkring fire procent af Ringkøbing-Skjern Kommunes fjernvarmeforbrug. Varmeproduktionen i 2022 fordeles med 80 procent på biogaskraftvarme, 5 procent naturgas, 9 procent på varmepumpen og resterende 6 procent på elkedlen. Værket havde i 2022 898 vandforbrugere og 613 varmeforbrugere. I 2001 lød tallet på 742 vandforbrugere og 513 varmeforbrugere. En stigning på henholdsvis 21 procent og 19 procent.

#### Drikkevand
Drikkevandet i Spjald kommer fra boringer under byen. Vandet hentes op fra en dybde af 150 meter og på dets vej ned passerer det gennem 80 meter blåler. Vandet fra boringen har en hårhed på 4,7 grader dH, hvilket betegnes som blødt vand. Spjald fjernvarme- og vandværk passer udover sit eget også Grønbjerg og Ølstrup vandværker samt deres tilhørende ledningsnet. Værket havde dermed i 2022 samlet 898 vandforbrugere, der forbrugte 198.000 kubikmeter vand.

### Viftrup Biogas P/S - Biogas gør varmeproduktionen CO2-neutral
Biogassen, der anvendes i varmeproduktionen på Spjald Fjernvarmeværk, produceres på et lokalt biogasanlæg, Viftrup Biogas P/S. Biogasanlægget blev anlagt i 2016, og det har en kapacitet til at producere 2,3 millioner kubikmeter metangas og 13.000 ton overskudsgylle årligt.
Biogassen bliver dannet af restprodukter fra animalsk produktion og restafgrøder fra markerne omkring byen. I alt leverer 7 landmænd 50.000 ton gylle og 4.000 ton dybstrøelse. Herudover anvendes frøgræshalm, halm, efterslæt og majs. Sidstnævnte bliver som det eneste specifikt dyrket til anvendelse i biogasværket.
Materialet har en gennemstrømningstid på 70 dage, og efter behandling på biogasanlægget, sendes den producerede gas videre til kraftvarmeværket inde i Spjald by gennem en fire kilometer lang rørledning. Efter afgasning står biogasanlægget tilbage med biogasgylle, der anvendes på markerne.  
Kostprisen for investeringen i biogasanlæg og rørledning løb op i 27 millioner kr. (31,5 millioner kr. i 2023-kr.), og ombygning af varmeværket havde en kostpris på 13 millioner kr. (15,2 millioner kr. i 2023-kr.).
Udover Viftrup Biogas findes der tre andre biogasanlæg i Ringkøbing-Skjern Kommune. Vestjysk Biogas i Borris (6,5 millioner kubikmeter pr. år), Sønder Vium Bioenergi og Hemmet Bioenergi (10 millioner kubikmeter pr. år) og Nature Energy Videbæk (27,5 millioner kubikmeter pr. år).

### Spildevandshåndtering
Spildevandshåndteringen i Ringkøbing-Skjern kommune varetages af Ringkøbing-Skjern Forsyning A/S, der har 10 reseanlæg fordelt udover kommunen. I Spjald ligger rensningsanlægget lidt nord for byen på adressen Holstebrovej 1A.
Renseanlægget har en kapacitet på 4.000 PE (PersonEnhed) og er af typen MBNK. MBNK står for mekanisk og biologisk rensning med nitrifikation og kemisk fosforfjernelse. Rensningsanlægget har et opland på 107 hektar og modtager spildevand fra byerne Spjald, Hover og Grønbjerg. Den årlige hydrauliske belastning er omtrent 400.000 kubikmeter om året.
Efter behandling på rensningsanlægget sendes det rensede spildevand ud i naturen i Hover Å og Brejninggaard Bæk. Det tilbageværende slam bliver transporteret til Videbæk rensningsanlæg for afvanding.
Ringkøbing-Skjern Forsyning A/S forventer, at renseanlægget i Spjald bliver nedlagt frem mod 2050 i forbindelse med en igangværende centraliseringsstrategi. Efter planen skal spildevandet i stedet sendes til renseanlægget i Videbæk.

### Vindenergi
Ringkøbing-Skjern kommune er den kommune i Danmark med den højeste kapacitet i produktion af vedvarende energi. En stor del af denne stammer fra vindmøller. Med det og byens nærhed til Vestas-fabrikkerne i Lem, Videbæk, Tim og Ringkøbing, in mente, er det måske ikke mærkeligt, at der i nærområdet forefindes mange vindmøller.
I området nord for byen kaldet Sandbæk/Fjalden findes i dag en vindmøllepark bestående af 18 vindmøller af typen V39-500 kW fra Vestas. Disse af ældre dato og står til udskiftning Beslutningen om udskiftningen er dog udskudt, da konsekvenser skal vurderes. De nye møller har en højde på op til 150 meter.
Vest for byen ved Langagergårde står en mindre klynge af tre vindmøller fra midt 90'erne med en samlet effekt på omtrent 1,5 MW.
Syd for byen står en anden mindre klynge af fire vindmøller. Møllerne er af typen Vestas V90, med en effekt på omtrent 1,8 MW og en højde på 125 meter. Vindmøllerne blev opstillet som en udskiftning af 12 mindre møller.

### Forsøg med biokul
I 2021 startede et forsøg i Spjald gennemført af Vestjysk Landboforening, Bygholm Landbrugsskole, Ringkøbing-Skjern Kommune og en lokal landmand. Forsøget blev støttet af EU, og det havde til formål at teste hvilken effekt, at biokul har på afgrøderne. Kullet blev spredt ud på en 3,6 hektar stor mark med den forventning, at det skulle binde CO2 i jorden og hjælpe med at holde på vandet i lette jorde. Forsøget forløb indtil sommeren 2021.
Forsøget viste desværre, at biokul ikke havde den forventede virkning. Året 2021 var præget af tørre perioder, men forsøget viste, at der ikke var nogen forskel på udbyttet fra forsøgsmarken og sammenlignelige marker uden udspredt biokul.

## Kendte personer med tilknytning til Spjald
- Hans Østergaard, Venstre, nuværende borgmester i Ringkøbing-Skjern Kommune
- Jesper Juelsgård, tidligere fodboldspiller hos AGF og nu hos islandske Valur
- John Kristiansen, tidligere borgmester i den tidligere Videbæk Kommune
- Søren Elbæk, Socialdemokratiet, nuværende viceborgmester i Ringkøbing-Skjern Kommune

## Galleri
- Byporten ved Spjalds sydlige bygrænse
- Spjald blev i 2017 hyldet af DBU, da mere end hver tredje af byens indbyggere var medlem af den lokale fodboldforening, Spjald IF.
- Spjald hovedgade, primærrute 11, fotograferet fra Ramsing Shoppingcenter mod nord
- Spjald Hovedgade sydlige ende set mod syd
- Spjald skole med plads til omkring 400 elever set fra Halvejen
- Spjald Skole, skolegård
- Byen er præget af kunst
- Brejninggaard, der ligger syd for byen, nuværende efterskole og tidligere herregård.
- Spjald Kulturhus, der er byens forsamlingshus sammen med Spjald Fritidscenter.
- Børnehaven i Spjald

### Bykunst
Herunder ses et udsnit af kunstværker, der er offentligt udstillet i og omkring Spjald. Det er ikke alle værker, der er medtaget.
- Eksempler på bykunst i Spjald
- Spjaldstenen lavet af Ejgil Westergaard
- Sten, der står op af Spjaldstenen, med forklarende tekst.
- Runesten i Spjald
- Sten med teksten "Spjald Hallen" beliggende ved Spjald Fritidscenter
- Skulptur ved indgangen til Spjald Skole
- Stenskulptur nær byens nye petanquebane
- Springvand ved byens lyskryds beliggende på hjørnet af Hovedgaden og Engvang.
- Natursten med indgravering opsat i forbindelse med det lokale shoppingcenters 100 års jubilæum. Lavet af Kurt Smith og doneret af Spjald Entreprenørforretning.
- Skulptur ved Spjald Fritidscenter lavet af Kuldar Moor med temaet "fodbold"
- Mindesten for Frederik d. VII ved Brejningkrydset lidt syd for Spjald
- Mindesten på den gamle grund for mejeriet
- Spjald, bykunst, Årets landsby